# روباه پرنده الدابرا
روباه پرنده الدابرا (نام علمی: Pteropus aldabrensis) نام یک گونه از سرده روباه پرنده است.